# Okiya

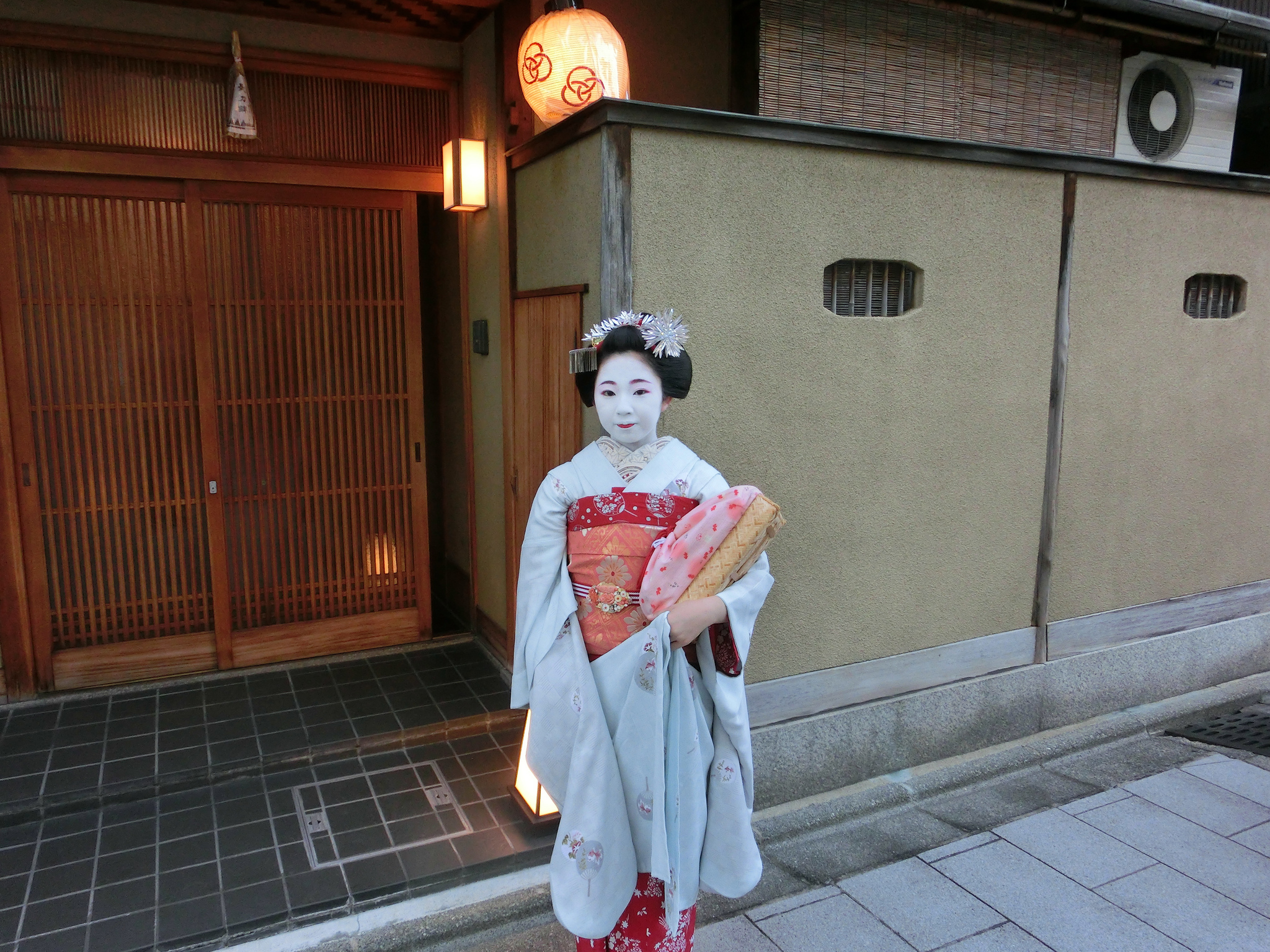
Een maiko staat bij de entree van de okiya waaraan zij is verbonden.

Okiya (Japans: 置屋) is een Japans etablissement waaraan een maiko of een geisha is verbonden. Zij wonen in de okiya en worden aldaar tevens opgeleid en getraind om hun vaardigheden te verbeteren. De okiya betaalt voor de kimono van een maiko en haar training tot geisha onder een mentrix, bekend als: "grote zus" (Japans: お姉さん onēsan). In een okiya geldt een strikte materiachale hiërarchie. De okiya wordt geleid door de "moeder" (Japans: お母さん okāsan), de eigenaresse van de okiya, meestal is zij zelf een voormalig geisha. De maiko en de geisha's worden geboekt door gezelschappen in onder andere izakaya's om een feest of een nomikai op te luisteren met zang, dans, muziek, conversatie, en het inschenken van drank voor de gasten. De inkomsten die hiermee worden gegenereerd komen toe aan de eigenaresse van de okiya, zij betaalt op haar beurt een maandelijkse toelage aan de maiko en de geisha's.

## Naam
Het woord okiya is de romaji-transliteratie van de kanji 置屋. Het is een samenstelling van het werkwoord 置 [oki] "werkverschaffing" in de kun-lezing en het zelfstandige naamwoord 屋 [ya] "huis" eveneens in de kun-lezing. Okiya betekent letterlijk: "werkhuis".

## Media
In de speelfilm Memoirs of a Geisha speelt de okiya, waaraan de negenjarige Chiyo wordt verkocht, een grote rol.